# Who shot J. R.?

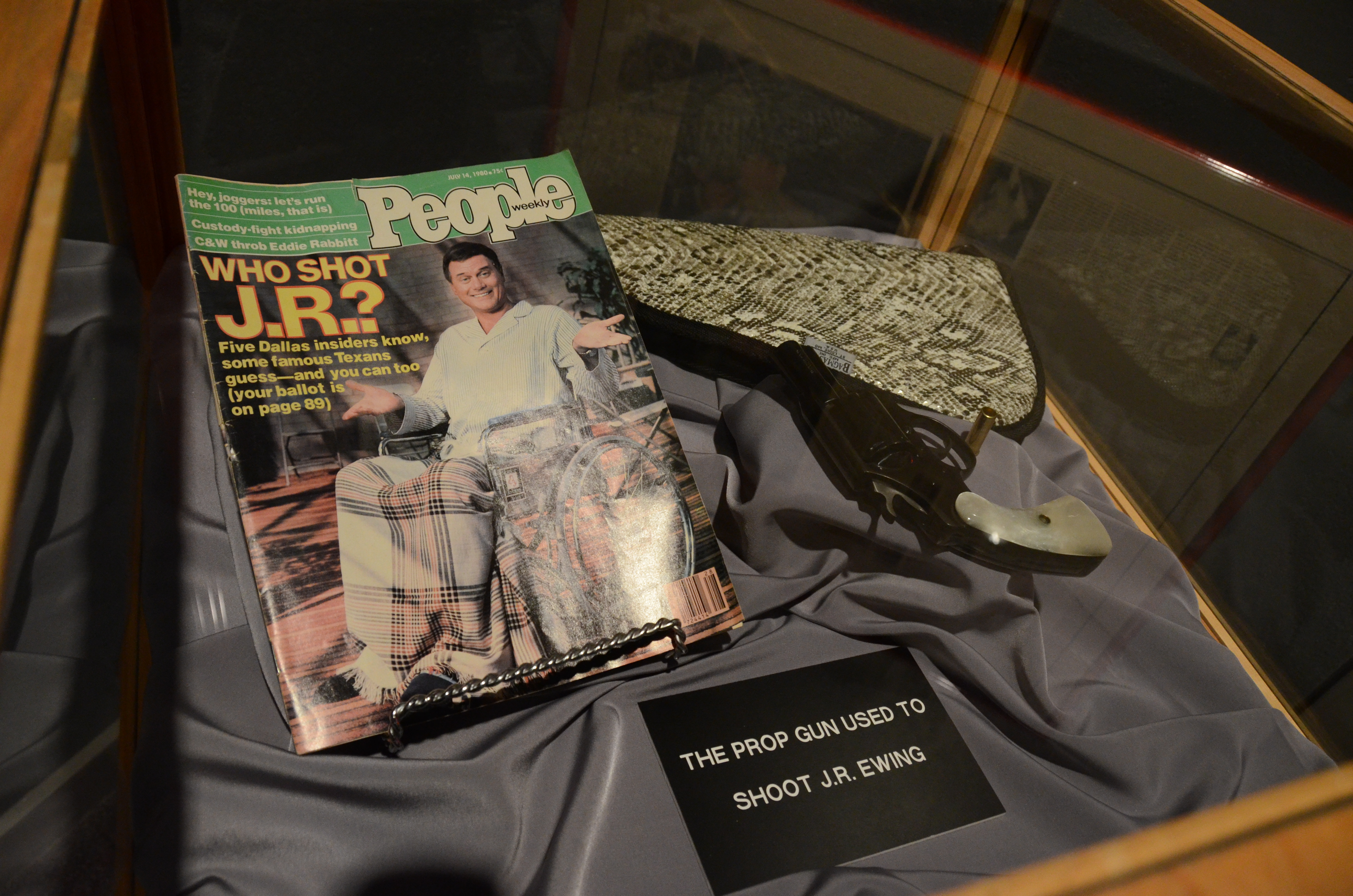
Выставка «Кто стрелял в Джей Ара?» в Ранчо Саутфорк в городе Паркер, штат Техас. Помимо посвящённого событию выпуска журнала «People» в кадре присутствует использованный в съёмках реквизит.

«Who shot J.R.?» (рус. Кто стрелял в Джей Ара?) — рекламная фраза, созданная американской телесетью CBS в 1980 году для продвижения телесериала «Даллас». Относится к тайне, связанной с попыткой убийства злодея Джей Ар Юинга (Ларри Хэгмена) в финальной серии третьего сезона «Дом разделённый». Загадка и её крылатая фраза стали глобальным явлением, и международные букмекеры установили коэффициенты для виновника. Тайна не была раскрыта до вышедшего через восемь месяцев четвёртого эпизода четвёртого сезона под названием «Кто это сделал», который посмотрели около 83 млн зрителей. Крылатая фраза имеет сильное наследие в поп-культуре, и помогла популяризировать клиффхэнгер как формат концовки телесериалов.

## Сюжетная линия
В финальной сцене сезона 1979-80 годов Джей Ар Юинг (Ларри Хэгмен) слышит шум возле своего кабинета, выходит в коридор на разведку и неизвестный дважды выстреливает в него. Серия под названием «Дом разделённый» была показана 21 марта 1980 года, её сценаристом выступила Рена Даун, а постановщиком — Леонард Кацман. Зрителям пришлось ждать все лето, чтобы узнать, выживет ли Джей Ар и кто из его многочисленных врагов ответственен за покушение.
Джей. Ар Юинг был злодеем сериала, который регулярно обманывал своих деловых партнеров, замышлял заговоры против членов собственной семьи, называл свою жену Сью Эллен (Линда Грей) «шлюхой» и отправил её в санаторий, чтобы получить опеку над их маленьким сыном Джоном Россом. По сути, все остальные герои сериала были подозреваемыми.
В конце концов, в вышедшем в эфир 21 ноября 1980 года эпизоде «Кто это сделал» выяснилось, что на спусковой крючок нажала Кристин Шепард (Мэри Кросби). Кристин была коварной невесткой и любовницей Джей Ара, пошедшая на преступления в приступе гнева. Джей Ар не выдвигал обвинений, поскольку Кристин утверждала, что забеременела от него в результате их романа.

## Создание
Изначально роль Хэгмана в Далласе была второстепенной, но к 1980 году он стал звездой. После слов друга Кэрролла О’Коннора о том, что стрельба сделала его очень ценным, Хэгман потребовал повышения зарплаты. Во время переговоров с актёром CBS готовились заменить его, сделав персонажу реконструктивную операцию на лице (несмотря на то, что он получил пулю в животе). Производство сезона 1980-81 года началось в июне 1980 года без Хэгмана. Он вернулся к работе через десять дней с новым контрактом, по которому ему платили по 100 тыс. долл. долларов за серию и роялти за продажу товаров под брендом Джей. Ар. Юинг. Зрителям пришлось ждать ещё два месяца, чтобы узнать ответ на знаменитый вопрос, поскольку в июле началась забастовка Гильдии сценаристов США, которая задержала производство большинства новых сетевых шоу на восемь недель. Во время задержки CBS показала повторы ранних эпизодов «Далласа» с участием Дж. Р. Юинга, помогая многим новым поклонникам шоу лучше понять его характер.

## Маркетинг и приём
Футболки с фразами вроде «Кто стрелял в Джей. Ара?» и «Я застрелил Джей Ара» стало обычным явлением летом того года, футболка с последней фразой в конечном итоге была замечена в вышедшем в 1995 году первом эпизоде ирландского ситкома Отец Тед. Ряд СМИ организовали конкурсы «Who shot J.R.?».
Ажиотаж в СМИ по поводу сериала был беспрецедентным и глобальным явлением. Группа The Barron Knights использовали мелодию и фоновую музыку из песни Гэри Ньюмана «Cars» в своей пародийной композиции «We Know Who Done It». Этот эпизод также вдохновил радиоведущего Гэри Бербанка на запись песни, которая в июле 1980 года достигла 67-го места в Billboard Hot 100.
Во время президентских выборов в США в 1980 году республиканцы распространяли значки с надписью «Демократ застрелил Джей Ара» в то время как действующий президент от демократов Джимми Картер шутил, что у него не было бы проблем с финансированием своей кампании, если бы он знал, кто стрелял в Джей Ара. Когда отдыхавшему в Великобритании Хэгману предложили 100 тыс. ф. с. за раскрытие личности стрелка, он признал, что ни он, ни кто-либо из других актёров не знает ответа. Бывший президент Джеральд Форд безуспешно спрашивал продюсера Леонарда Кацмана, кто стрелял; он и британская королева Елизавета II, были среди миллионов заинтригованных тайной людей во всем мире. Толпа в Royal Ascot кричала: «JR! JR!» когда прибыл Хэгман. Букмекерские конторы по всему миру делали ставки на то, кто из 10 или около того главных персонажей на самом деле нажал на курок.

## Подозреваемые
Все актёры и члены съемочной группы обязались сохранить в тайне личность настоящего стрелка. Международные букмекеры создали набор коэффициентов для возможных виновников:
- Сью Эллен Юинг (Линда Грей) — жена Джей Ара, большую часть брака боровшаяся с изменами мужа и собственным растущим алкоголизмом. Изначально считалась аутсайдером с соотношением 25 к 1; однако после того, как на пистолете были обнаружены её отпечатки пальцев, её шансы повысились до 3 к 1.
- Дасти Фарлоу (Джаред Мартин), бывший любовник Сью Эллен. Был первоначальным фаворитом с коэффициентом 6 к 4 несмотря на исчезновение персонажа и предполагаемую смерть в авиакатастрофе.
- Вон Леланд (Деннис Патрик), известный банкир из Далласа, которого Джей Ар обманул в коммерческой сделке. Шансы оценивались в виде 4 к 1.
- Кристин Шепард (Мэри Кросби), невестка Дж. Р., любовница и предполагаемая мать его ребёнка. Изначальная вероятность составляла 4 к 1, позже снизилась до 3 к 1
- Бобби Юинг (Патрик Даффи), младший брат Джей Ара, с которым часто ссорился из-за деловой и личной жизни. Коэффициент составил 5 к 1.
- Люси Юинг (Шарлин Тилтон), племянница Джей Ара, которая обвинила его в изгнании её родителей из семьи и крахе своей недавней помолвки. Вероятность составляла 8 к 1.
- Джок Юинг (Джим Дэвис), отец Джей Ара и основатель Ewing Oil, которому не нравилось, как сын вел свой бизнес. Шансы составляли 12 к 1.
- Алан Бим (Рэндольф Пауэлл), политический посредник и бывший жених Люси, которого Джей Ар выгнал из города. Причастность оценивалась как 12 к 1.
- Доктор Саймон Эллби (Джефф Купер), психиатр Сью Эллен, имел соотношение 16 к 1.
- Мэрили Стоун (Ферн Фитцджеральд), вдова обманутого Джей Арем, который из-за неудачных инвестиций покончил жизнь самоубийством. Соотношение — 16 к 1.
- Клифф Барнс (Кен Керчевал), давний соперник семьи Юинг, которого Джей Ар с особым удовольствием побеждал в деловых сделках. Шанс составлял 20 к 1.
- Памела Барнс Юинг (Виктория Принсипал), жена Бобби и сестра Клиффа, которую Джей Ар открыто ненавидел с момента её прибытия в Саутфорк. Вероятность оценивалась 20 к 1.
- Сам Джей Ар. С учётом его репутации была возможность, что он сам устроил стрельбу. Изначально вероятность равнялась 20 к 1, позже снизилась до 15 к 1.
- Джордан Ли (Дон Старр), ещё один обманутый бизнесмен, шансы составляли 25 к 1.
- Мисс Элли Юинг (Барбара Бел Геддес), терпеливая и многострадальная мать Джей Ара. Считалась маловероятным кандидатом, на протяжении всего времени шансы на её причастность оставались 25 к 1.

Единственными персонажами, никогда не считавшимися подозреваемыми, были родители Люси, средний брат Юинга Гэри (Тед Шакелфорд) и его жена Вален (Джоан Ван Арк), которые во время съёмок «Who shot J. R.?» играли важную роль в спин-оффе «Тихая пристань», чьё действие разворачивалось в Калифорнии. Точно так же у работника ранчо Рэя Креббса (Стив Канали) не было установленного мотива для стрельбы, и букмекеры не считали его подозреваемым.

### Подозреваемые в реальной жизни
Букмекеры в Лас-Вегасе в шутку сделали ставки на виновсть в стрельбе тогдашнего тренера и бывшего защитника футбольной команды «Даллас Ковбойс» Тома Лэндри и Роджера Штаубаха с коэффициентом 500 и 1000 к 1. Британский диск-жокей Терри Воган, который называл Люси Юинг «ядовитым карликом», получил от британских букмекеров коэффициент 1000 к 1.
Воган также был выдвинут в качестве подозреваемого в новой песне «We Know Who Done It», как и несколько других известных личностей, включая Невероятного Халка, Одинокого рейнджера, телеведущего Николаса Парсонса, поэтического персонажа Хиссинга Сида и 80-летнего героя британского сериала «Улица Коронации» Альберта Татлока. В песне Бербанка в качестве подозреваемых также упоминаются спортивный комментатор Говард Коселл, кандидаты в президенты Рональд Рейган и Джон Б. Андерсон, тогдашний президент NBC Фред Сильверман, малолетний сын Джей Ара Джон Росс и даже Сатана.

## Who Shot J.R.?
«Кто это сделал?» был в то время самым рейтинговым телевизионным эпизодом в истории США. У него был рейтинг Nielsen 53,3 и доля 76 %, и, по оценкам, этот эпизод посмотрели 83 миллиона человек, больше, чем количество избирателей на президентских выборах того года. Предыдущим рекордом для телесериала был финал 1967 года для «Беглеца» . «Кто это сделал?» теперь занимает второе место в списке, уступив место в 1983 году последнему эпизоду МЭШ. В 2011 году Кен Такер из Entertainment Weekly назвал «A House Divided» одним из семи самых «незабываемых клиффхэнгеров» драматического телевидения в прайм-тайм..
Эпизод стал международным событием, более 350 млн человек во всём мире смотрели телевизор с целью узнать, кто стрелял в Джей Ара. Заседание турецкого парламента было приостановлено, чтобы дать законодателям возможность вернуться домой вовремя и увидеть завершение клиффхэнгера.

## Наследие
Большой успех этого трюка 1980 года помог популяризировать в Соединенных Штатах практику завершения телевизионного сезона клиффхэнгером. Кроме того, этому эпизоду приписывают помощь начавшему вещание в июне 1980 года CNN в продвижении с мёртвой точки.
В вышедшем 4 марта 2013 года эпизоде «The Fast and the Furious» продолжении «Далласа» в Джей Ара снова стреляют, на этот раз со смертельным исходом. В финале 2-го сезона 2013 года выясняется, что Юинг, которому из-за рака осталось несколько дней, попросил Стива Джонса застрелить себя, чтобы этим «шедевром» возложить ответственность за убийство на Клиффа Барнса.
Сюжетная линия «Who shot J.R.?» неоднократно пародировалась:
- в вышедшем 21 февраля 1981 года выпуске комедийного шоу Saturday Night Live, гостевой ведущей которого выступила звезда Далласа Шарлин Тилтон. Эпизод, иногда называемый «Кто стрелял в CR?», дал нескольким актёрам различные мотивы ненавидеть коллегу по проекту Чарльза Ракета, которого и застрелили в этом эпизоде. В конце эпизода Ракета сделал пресловутый импровизированный комментарий: «Я хотел бы знать, кто, черт возьми, это сделал», за что впоследствии был уволен.[24]
- В вышедшей 11 января 1981 года серии «As Florence Turns» сериала Джефферсоны Флоренс пишет мыльную оперу, основанную на характеристиках персонажей «Джефферсонов».
- Вышедший в 1990 году первый сезон сериала Твин Пикс закончился многочисленными клиффхэнгерами, главным из которых было убийство агента Дейла Купера неизвестным преступником. Эта сюжетная линия явно отдавала дань уважения своему предшественнику, её раскрытие наступило лишь в середине второго сезона.[25][26]
- 21 мая 1995 года у мультсериала «Симпсоны» вышел эпизод «Who Shot Mr. Burns?», в котором неизвестный стреляет в миллиардера мистера Бёрнса. Выясняется, что у многих жителей Спрингфилда был мотив сделать это, но во второй серии виновным оказалас Мэгги Симпсон. В эпизоде 1991 года «I Married Marge» молодой Гомер Симпсон носит майку «Я застрелил Джей Ара».
- В финале 4-го сезона сериала Девственница Джейн, Джейн Рамос застреливает неизвестного, после чего на экране появляется хэштег «#JRShotWho?».[27]